# Černovice (Vysočina)
Černovice é uma cidade checa localizada na região de Vysočina, distrito de Pelhřimov.